# Baumwollspinnerei (Lipsia)

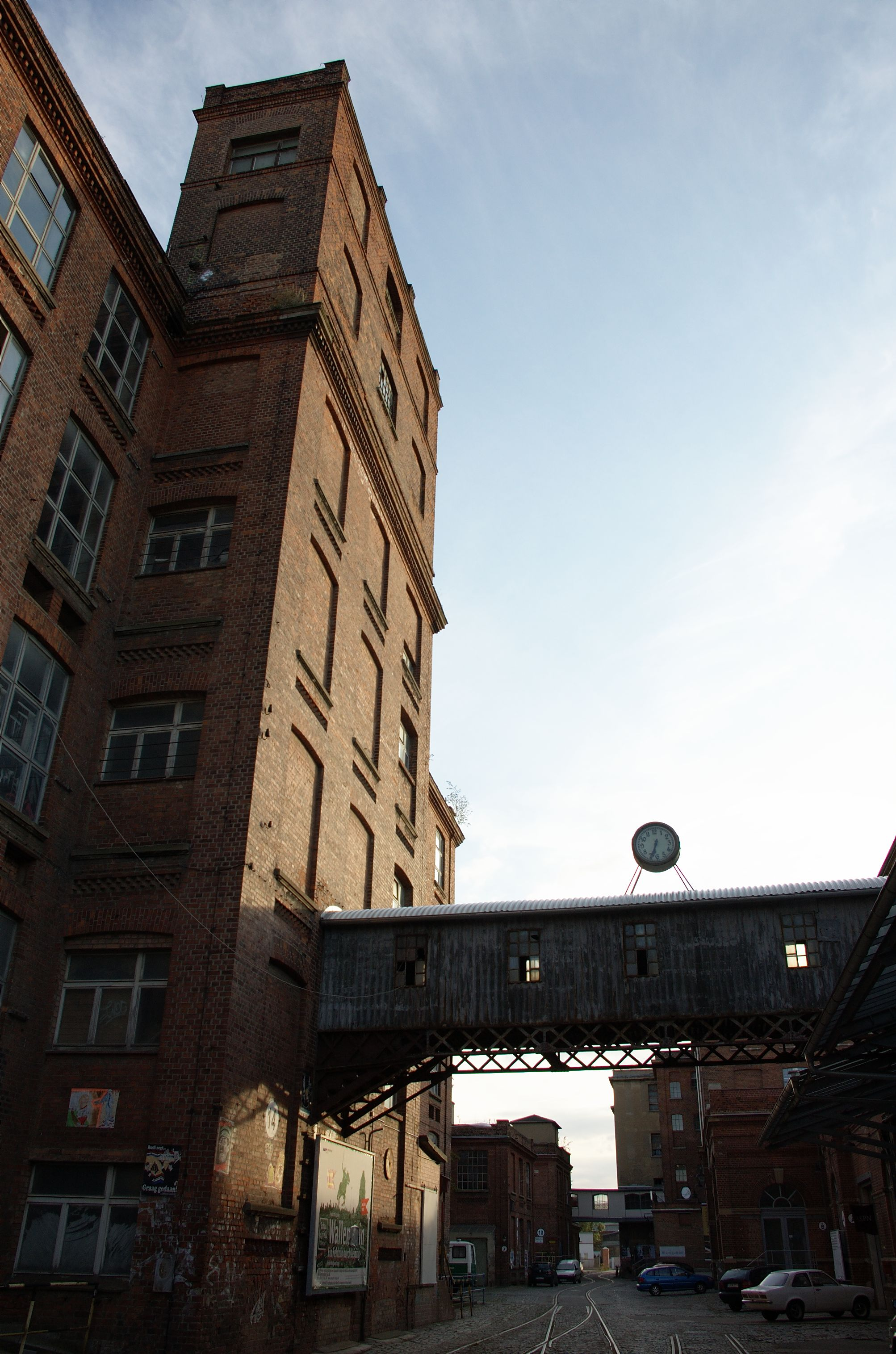
Edificio e ponte sul sito del vecchio cotonificio

Il Baumwollspinnerei (in italiano: cotonificio) è un sito industriale a Lipsia, in Germania. Parti di questo sito di 10 ettari nel distretto di Lindenau sono oggi utilizzate da gallerie d'arte, studi e ristoranti.

## Storia
Fondata nel 1884, l'azienda si sviluppò fino a diventare il più grande cotonificio dell'Europa continentale nel corso dei successivi venticinque anni. In questo periodo, nella parte occidentale di Lipsia si sviluppò un'intera città industriale con oltre 20 fabbriche, alloggi per i lavoratori, asili e un'area ricreativa. Il cotonificio raggiunse la sua massima espansione nel 1907, con 240.000 fusi che lavoravano il cotone su una superficie di circa 100.000 m². Fino alla prima guerra mondiale, la produzione di cotone avveniva nelle piantagioni di filatura del cotone di Lipsia, Cherhami vicino a Sadani e Kissanke sul Wami nell'Africa Orientale Tedesca. Vi lavoravano fino a 4.000 persone, fino a quando la produzione di filato non fu interrotta nel 1993, in seguito alla riunificazione della Germania avvenuta diversi anni prima.

## Presente
Successivamente, l'area fu ripopolata da un mix di persone, tra cui artigiani, lavoratori autonomi e soprattutto artisti, molti dei quali appartenenti alla cosiddetta "Nuova Scuola di Lipsia". Più di metà dello spazio disponibile è stato da allora affittato per nuovi scopi.
Dieci gallerie, un centro artistico comunale (Halle 14) e circa 100 artisti (tra cui Neo Rauch, Rosa Loy, Jim Whiting, Hans Aichinger e Matthias Weischer) si sono insediati nel sito, oltre a ristoranti, stilisti, architetti, tipografi, un orafo, una fabbrica di ceramiche, un cineforum, un produttore di porcellane e un negozio di articoli artistici.